# کبیر-کازمالیار
کبیر-کازمالیار (به لاتین: Kabir-Kazmalyar) یک منطقهٔ مسکونی در روسیه است که در شهرستان محرم‌کند واقع شده‌است.